# Língua turcomena
O turquemeno, turcomeno ou turcomano (alfabeto latino: Türkmen; cirílico: Түркмен) é uma língua do grupo das línguas turcomanas, pertencente à grande família das línguas altaicas.
O turquemeno é a língua oficial do Turquemenistão, sendo falado por aproximadamente 3.430.000 pessoas naquele país, mais cerca de três milhões em nações vizinhas, como o Irã (2 milhões), Afeganistão (500 mil) e Turquia (1.000). Cerca de metade dos falantes do turquemeno tem bons conhecimentos do russo.
A língua turquemena já foi escrita com o alfabeto cirílico e com o árabe; recentemente o então presidente do Turquemenistão, Saparmyrat Nyýazow, determinou que o idioma deveria ser escrito com o alfabeto latino modificado, seguindo modelo da língua turca.

## Escrita
Até 1929 o turquemeno era escrito numa modificação do alfabeto árabe, quando foi substituído pelo alfabeto latino, que por sua vez foi suplantado pelo alfabeto cirílico em 1938. Em 1991 o Täze Elipbiýi ("Novo Alfabeto"), baseado no alfabeto latino, foi introduzido. No entanto, a transição foi mais lenta do que se esperava, e o antigo alfabeto cirílico dos soviéticos ainda continuou a ser amplamente utilizado; diversos partidos políticos que se opunham ao governo do presidente Saparmyrat Nyýazow continuaram a usar o cirílico em suas publicações e websites. O "Novo Alfabeto" continha originalmente caracteres um tanto atípicos, como os símbolos $, £, entre outros, que acabaram sendo substituídos por símbolos mais ortodoxos. Em 2002, os nomes dos dias da semana e dos meses foram alterados, de acordo com a ideologia do Ruhnama.